# Botanischer Garten Münster

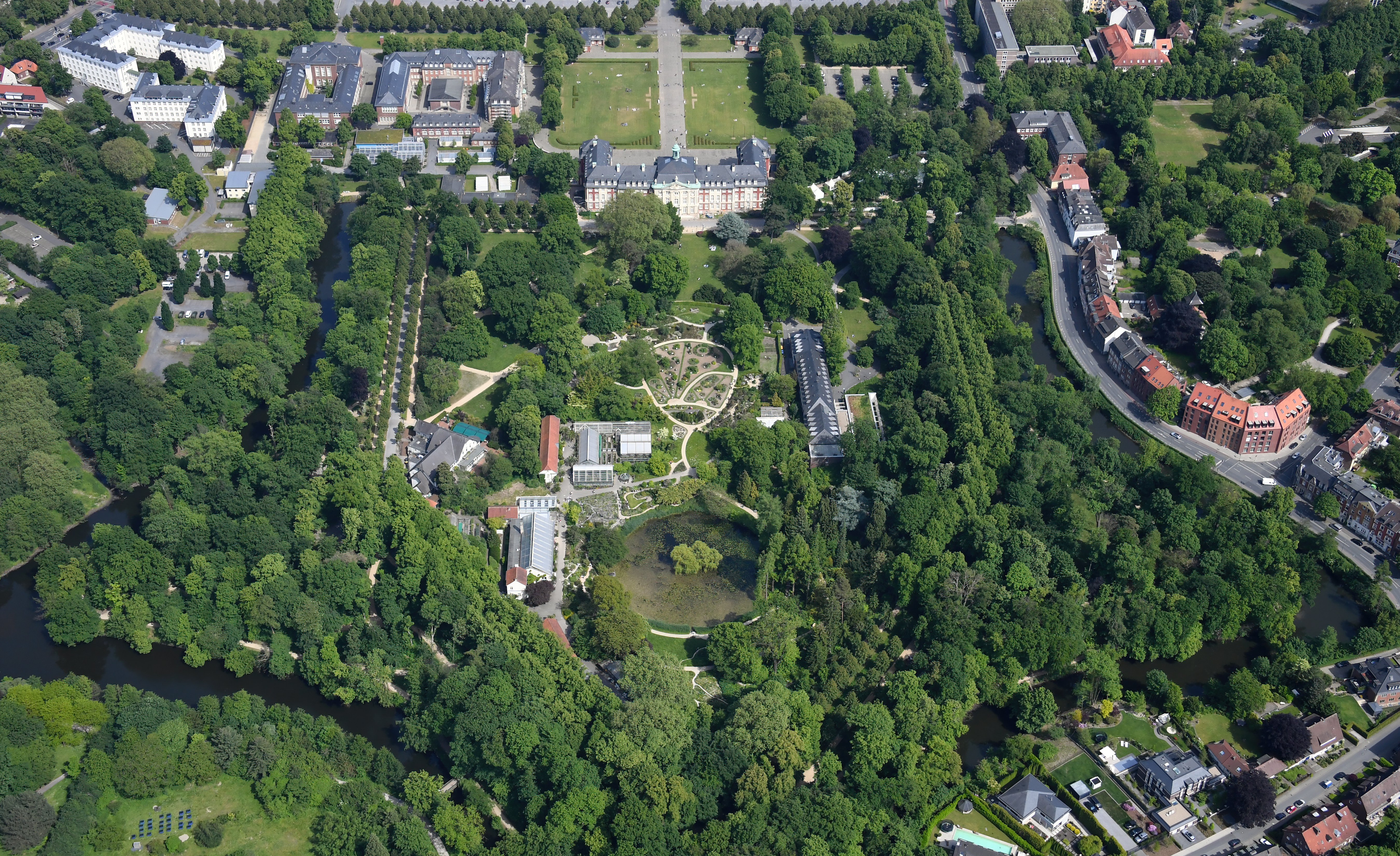
Luftbild des Botanischen Gartens

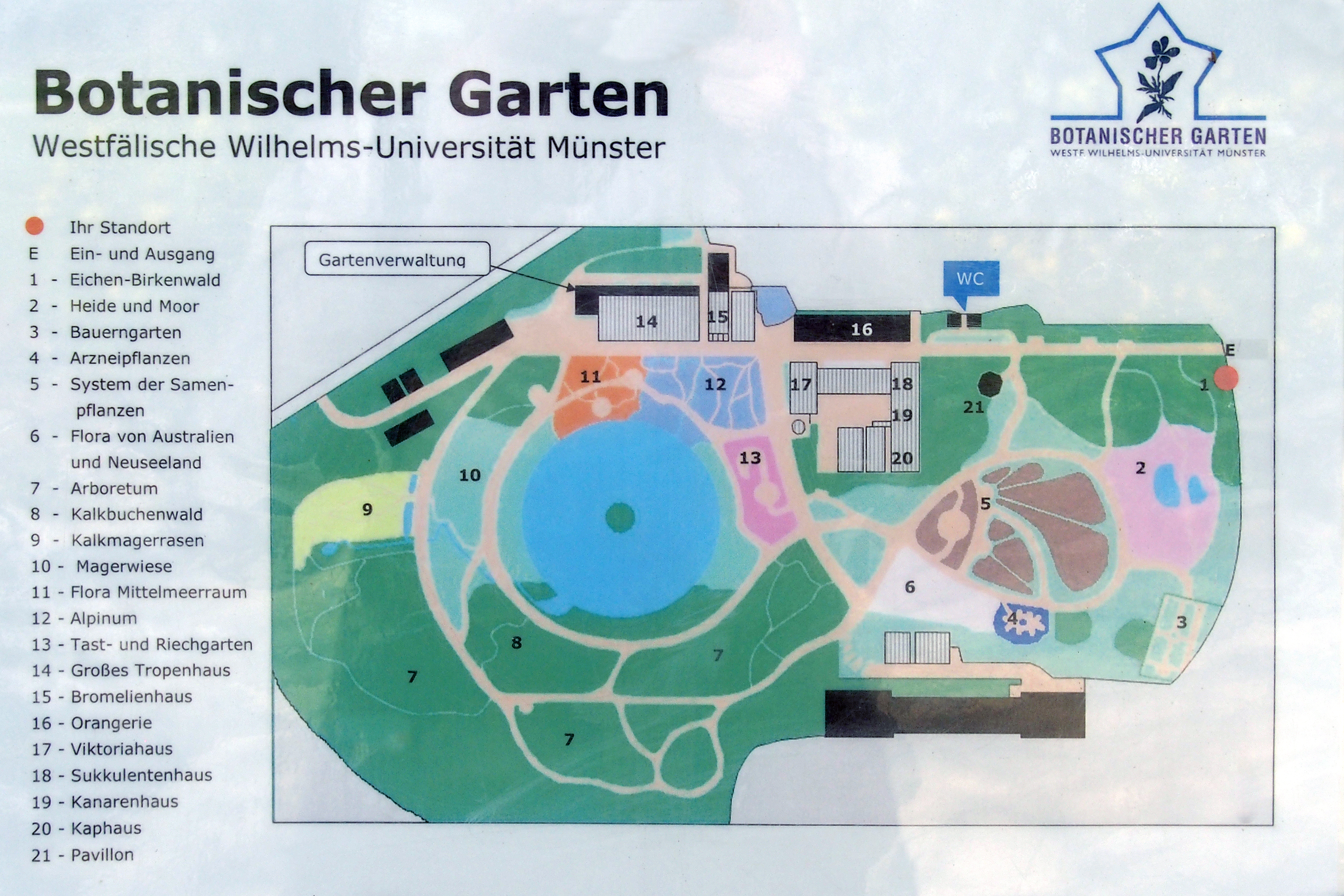
Übersichtsplan

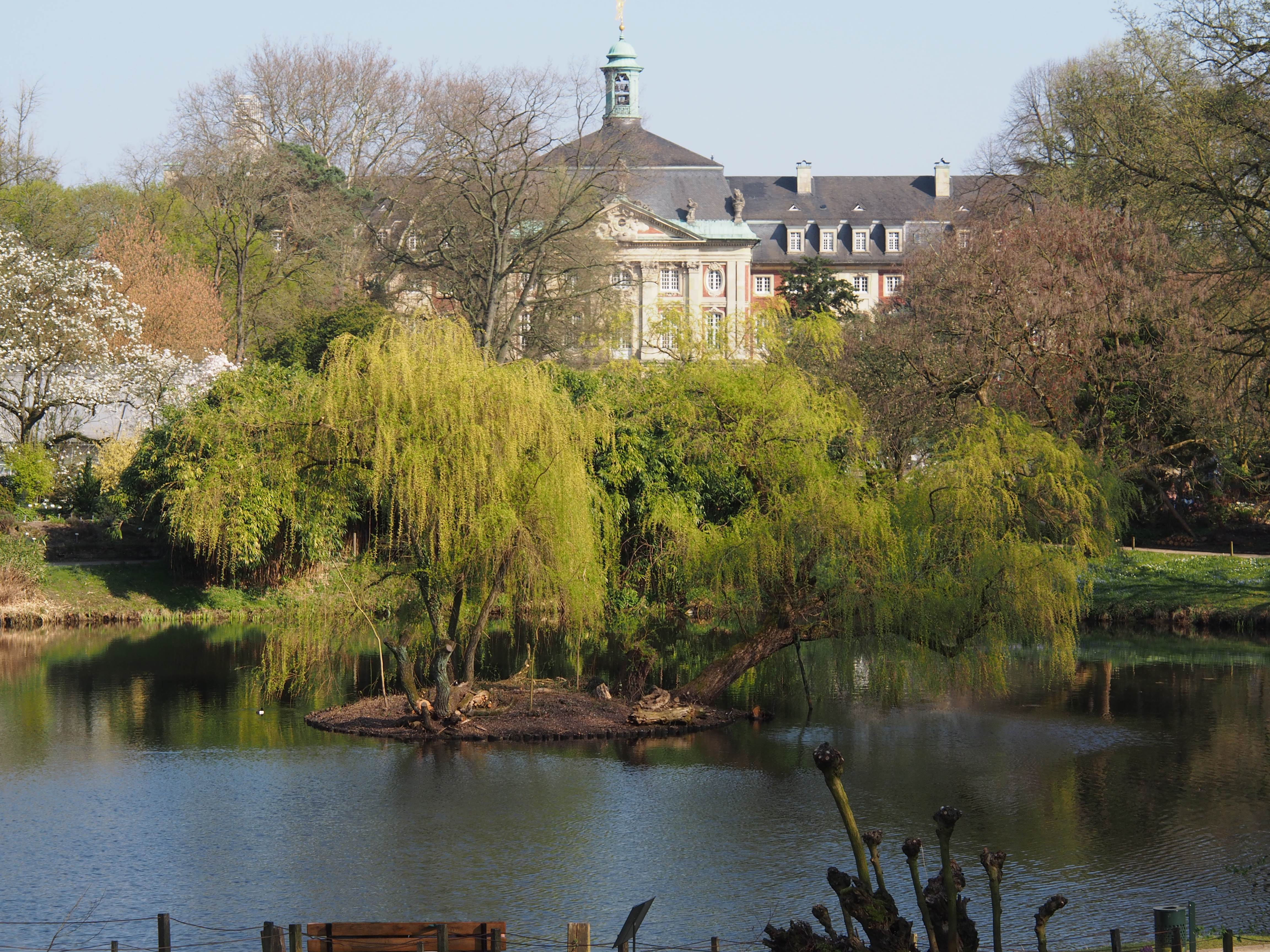
Garten mit Teich, im Hintergrund das Schloss

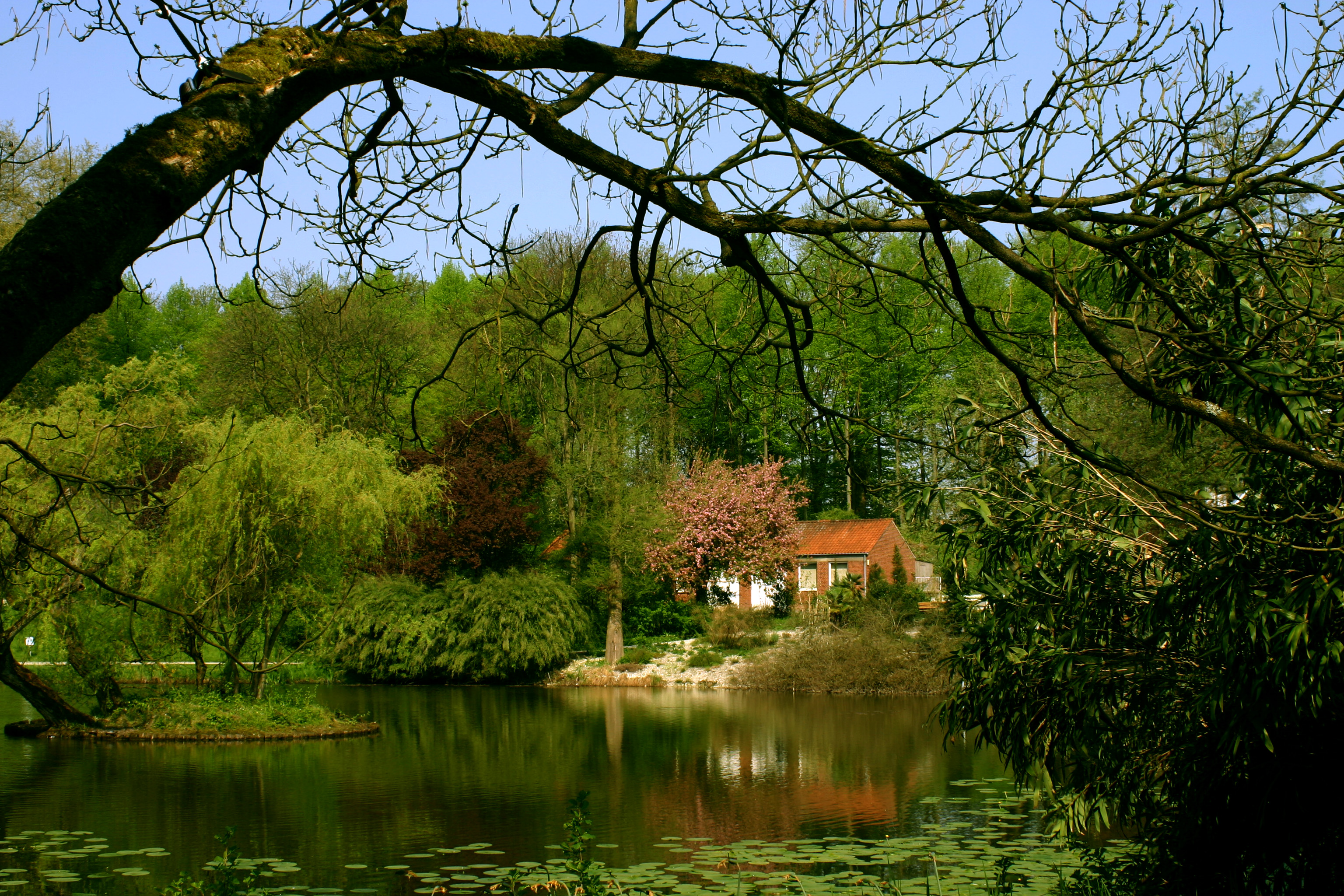
Im Botanischen Garten Münster

Der Botanische Garten Münster ist der hortus botanicus der Universität Münster in Münster. Er liegt direkt hinter dem Fürstbischöflichen Schloss, innerhalb des Schlossparks.

## Geschichte

### Gründung

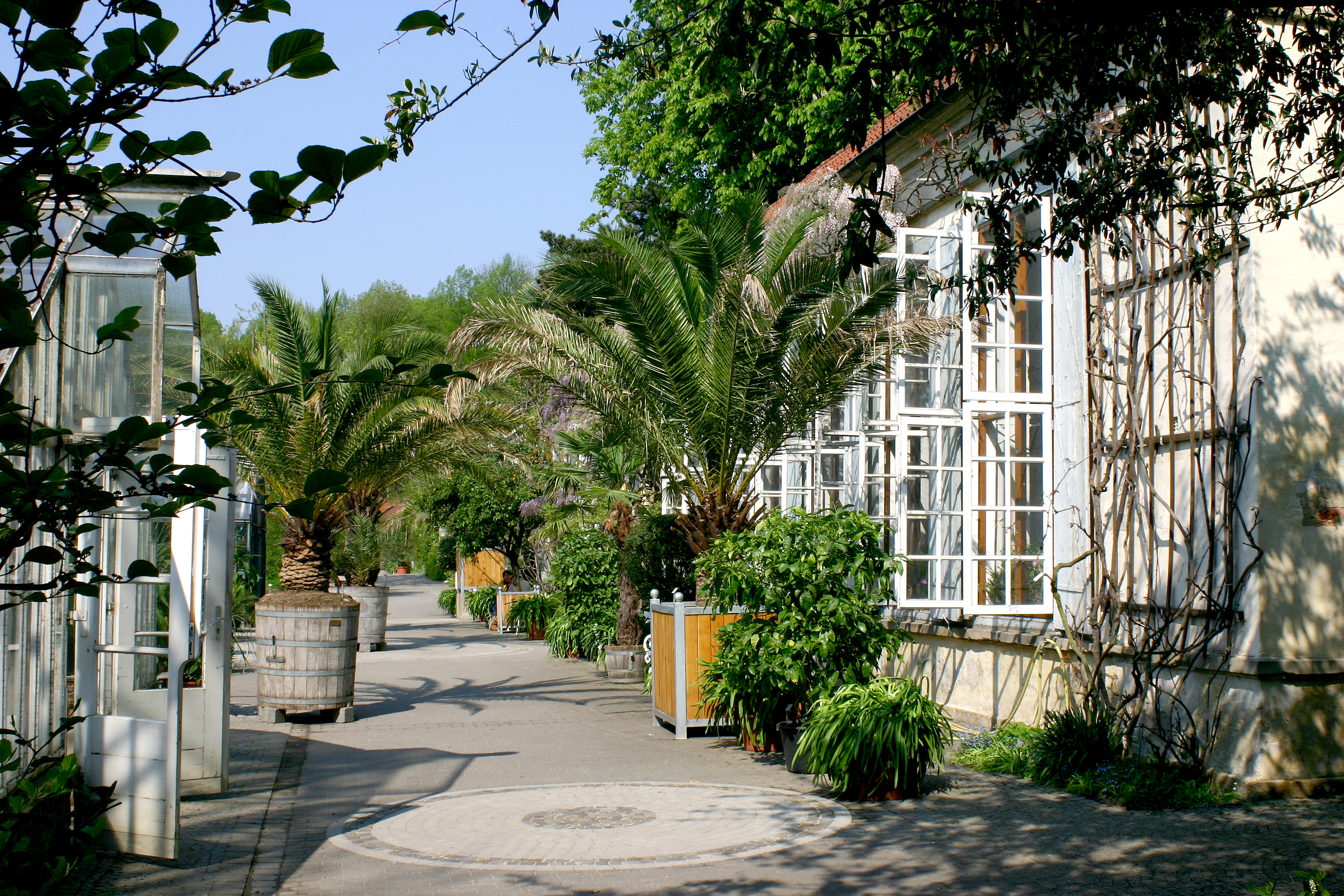
Die Orangerie im Botanischen Garten

Der Botanische Garten Münster wurde 1803 per Dekret von Heinrich Friedrich Karl vom und zum Stein an der medizinischen Fakultät der Universität Münster gegründet. Der erste Direktor war der Professor Franz Wernekinck.
Der Garten wurde als Lehr- und Forschungsstätte angelegt, erste Gewächshäuser wurden bereits 1804 errichtet. Um jedoch finanzielle Schwierigkeiten auszugleichen, mussten immer wieder Pflanzen verkauft werden. In den Wirren der Besetzung Westfalens durch französische Truppen und den Folgen des Wiener Kongresses 1815 wurde das Konzept geändert: Es sollten mehrheitlich einheimische Pflanzen gezüchtet werden.

### Ausbau des Gartens

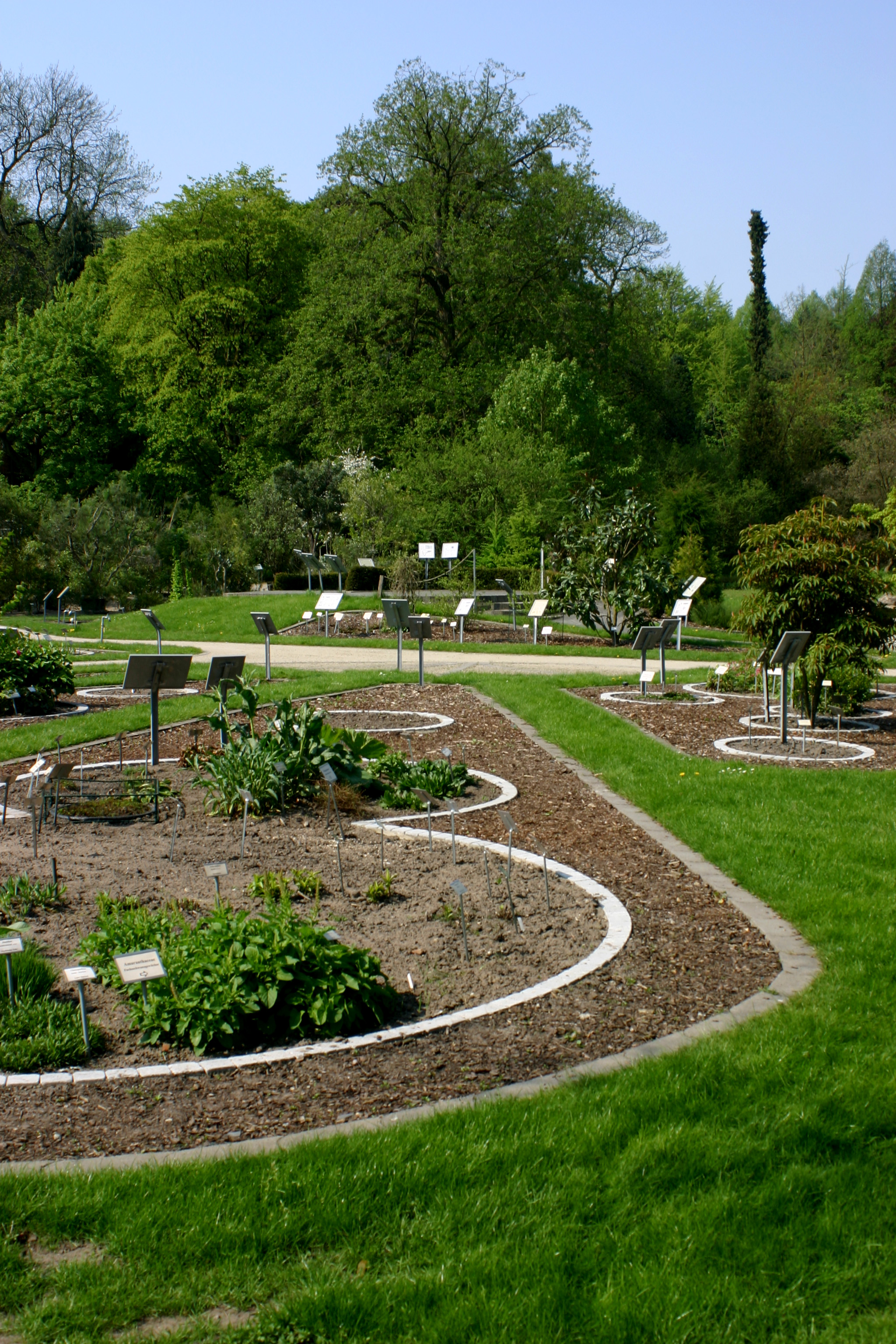
Pflanzensystem

Ab 1817 war Bernhard Revermann neuer leitender Gärtner. Er blieb bis 1869 an der Spitze des Gartens. Unter seiner Führung wurde erstmals ein Samenkatalog herausgegeben. Im Jahre 1840 wurde die Orangerie errichtet. Dieses Gebäude steht unter Denkmalschutz.
Die Leitung des Gartens wurde ab 1867 das erste Mal einem ausgebildeten Botaniker anvertraut. Theodor Nitschke (1834–1883) gelang es in seiner Amtszeit, den Pflanzenhandel zu unterbinden. 1887 begann der neue Leiter Oscar Brefeld mit dem Bau eines Hörsaals im Botanischen Garten. Außerdem errichtete er an der Südseite des Gartens das Gebäude des Botanischen Instituts. 
1909 übernahm der bekannte Botaniker Carl Correns die Leitung. In den fünf Jahren seiner Amtszeit unternahm er Kreuzungsexperimente in Münster. 

### Weltkriegszeit
In den schwierigen Zeiten zwischen dem Beginn des Ersten und dem Ende des Zweiten Weltkrieges leitete von 1915 bis 1935 Friedrich Wilhelm Beneke den Garten. Unter seiner Leitung wurde erstmals ein Tropenhaus errichtet. Sein Kopfrelief und das des leitenden Gärtners, Georg Ludewig, sind am Tropenhaus verewigt. Im Ersten Weltkrieg gab es zwar keine Beschädigungen durch Kriegseinwirkung, aber durch Geldmangel hervorgerufene. Ab 1935 war Walter Mevius Direktor. Unter seiner Leitung wurde u. a. eine Verlegung diskutiert, die jedoch nicht realisiert wurde. Bei den Luftangriffen auf Münster während des Zweiten Weltkrieges wurde der Garten schwer beschädigt. Sämtliche Gewächshäuser wurden zerstört, die meisten Pflanzen gingen daraufhin ein. Das Institutsgebäude wurde 1944 zerstört.
Der Wiederaufbau wurde von Siegfried Strugger durchgeführt. Im Jahre 1949 waren bereits fünf Gewächshäuser wieder aufgebaut, 1952 existierte der Garten wieder in vorkriegsähnlichem Zustand. Es wurden allerdings nun auch Heide- und Moorlandschaften eingerichtet.

### Nachkriegszeit
Unter dem 1960 folgenden Leiter Hans-Dieter Oberdieck wurden auch Sukkulenten im Garten gezogen.
In den 1990er Jahren wurde unter Leitung von Herbert Voigt dem Garten ein künstlicher Bachlauf westlich des zentralen Teichs, eine Wildwiese und ein Kalkmoor hinzugefügt. Außerdem wurde nahe dem Eingang ein Pavillon als Besucherzentrum errichtet. Im Jahre 1998 fand die Umwandlung des Freibereichs in eine mediterrane Landschaft statt. 2005 wurde ein Arzneipflanzengarten angelegt.

## Ist-Zustand

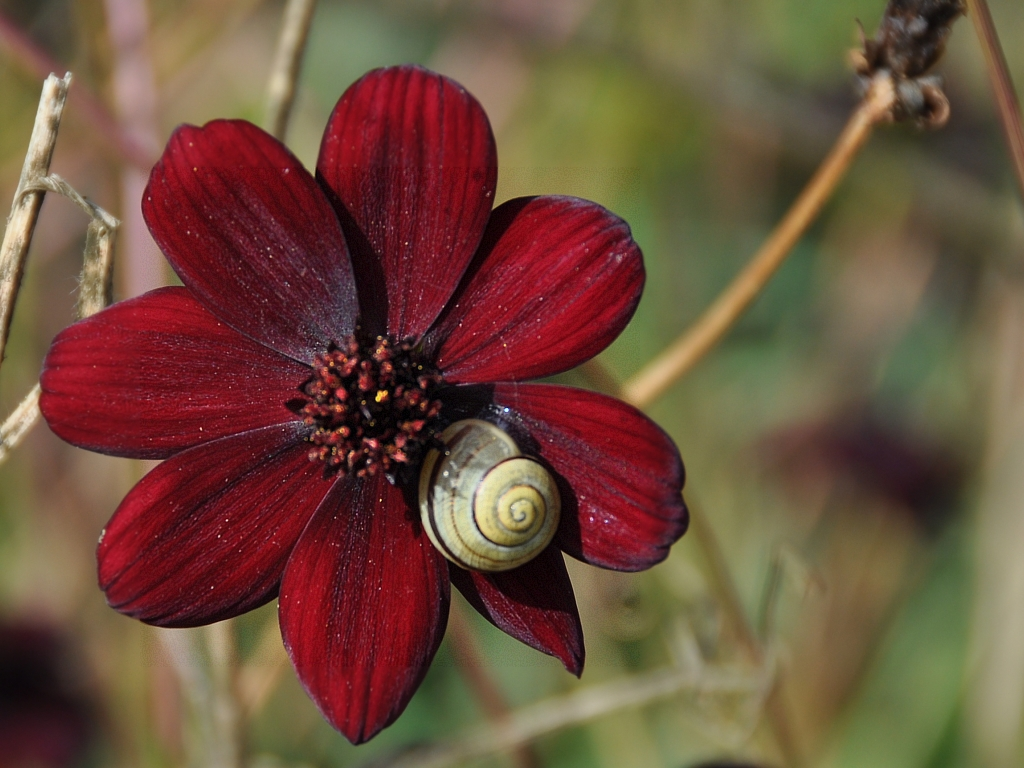
Schokoladen-Kosmee im Botanischen Garten Münster

Der Botanische Garten befindet sich im Besitz der Universität Münster und wird von dieser als Forschungsstätte verwendet, jedoch ist das Begehen auch für Privatpersonen gestattet. Der Eintritt ist frei.
Der Botanische Garten ist in mehrere Bereiche aufgeteilt, dazu gehören:
- Ein Moor- und Heidebereich
- Ein Bauerngarten, ein klassischer Garten aus dem Münsterland des 19. Jahrhunderts, in dem vor allem Gemüse und Heilpflanzen angebaut werden
- Ein Gebiet, in dem das System der Samenpflanzen gezeigt wird
- Ein Gebiet, das von Pflanzen aus Australien und Neuseeland bevölkert ist
- Ein Arboretum, darin auch ein großes Feld für Kalk-Buchenwald sowie ein Gebiet für Birken-Eichenwald
- Kalkmagerrasen und weitere Wiesen
- Ein Bereich mit Pflanzen des Mittelmeerraumes. Diese werden in den kalten Wintermonaten in die Orangerie gebracht
- Ein Alpinum mit Pflanzen aus den Alpen und Pyrenäen
- Ein Tropenhaus, in dem der Urwald nachgebildet wird
- Das so genannte Viktoriahaus, benannt nach der Viktoria-Seerose
- Eine Sammlung von 230 der 280 bekannten Arten von Pelargonien
- Ein Epiphytenhaus, in dem knapp 150 epyphitische Pflanzen gezeigt werden

## Zahlen
Der Botanische Garten in Münster ist heute circa fünf Hektar groß. Davon nehmen die zehn Gewächshäuser ca. 2.000 m² ein. Insgesamt gibt es ca. 8.000 Pflanzenarten im Garten, der jährlich 200.000 Besucher zählt.

## Finanzierung
Der Botanische Garten wird von der Universität Münster betrieben und auch finanziert. Zusätzlich dazu wurde 1990 der Fördererkreis Botanischer Garten e. V. gegründet, der sich über Mitgliedsbeiträge finanziert und vor allem Bücher herausgibt und Informationstafeln beschafft. Außerdem spenden Unternehmen Geld, das zweckgebunden verwendet wird. Seit dem Frühjahr 2019 können Privatpersonen Patenschaften für einzelne Pflanzen übernehmen.